# Ann Mara
Ann Mara (Manhattan, 18 de junio de 1929 - 1 de febrero de 2015) fue una mujer de negocios, esposa del fallecido Wellington Mara.

## Vida personal
Mara era hija de Olive y George Mumm, de ascendencia alemana, francesa, canadiense e irlandesa. Se casó con Wellington Mara (1916-2005) en 1954 y tuvieron once hijos.
Su esposo se consideró una de las figuras más influyentes en la historia de la National Football League como el propietario de los New York Giants. Ann Mara fue llamada la "Primera dama del fútbol". Como filántropa, donó dinero para varias causas.

## Medios de comunicación
Mara fue un miembro activo de la comunidad de los Giants. En 2012, tuvo atención de los medios por tener una discusión con Terry Bradshaw.

## Muerte
Mara mantuvo una buena salud hasta que se cayó sobre hielo en el exterior de su casa al ir a buscar el periódico, normalmente era el ama de llaves quien iba a recogerlo, pero ese día fue ella misma; y murió por complicaciones de la caída dos semanas después, el 1 de febrero de 2015. Tenía 85 años de edad. Fue recordada con un momento de silencio durante el Super Bowl XLIX.